# Jules Violle
Louis Jules Gabriel Violle, född den 16 november 1841 i Langres, departementet Haute-Marne, död den 12 september 1923 i Fixin (nära Dijon), var en fransk fysiker.
Violle studerade vid École normale supérieure i Paris från 1861, blev docteur ès sciences i Paris 1870 samt professor i fysik 1872 i Grenoble och 1879 i Lyon. Åren 1884–1903 var han anställd vid École normale supérieure och från 1892 professor i fysik vid Conservatoire national des arts et métiers i Paris. Violle utgav åtskilliga arbeten, varibland de främsta faller inom värmeläran, särskilt strålningsläran. Han bestämde 1870 den mekaniska värmeekvivalenten i sin doktorsavhandling och fann värdet 435,6, således omkring 2,2 procent för högt. Åren 1877–1895 utförde han flera undersökningar om kroppars värmekapacitet vid höga temperaturer genom en av honom konstruerad kalorimeter; särskilt undersökte han platina, guld, palladium och grafit. Han konstruerade 1874 en pyrheliometer, med vilken han utförde flera mätningar av solstrålningen, såsom på Mont Blanc 1876 och i Algeriet 1877 ("Annales de chimie et de physique", 1879) samt i ballong 1898. Åren 1877–1895 bestämde han även strålningen från starkt upphettade och glödande kroppar och uppställde en särskild strålningslag, som dock är starkt oriktig, vilket synes därav, att han fann solens effektiva temperatur vara endast 1 500° i stället för omkring 5 500°. Langley underkände också 1884 hans pyrheliometer. Violle undersökte även den elektriska ljusbågen och konstruerade en elektrisk ugn. Som ljusenhet föreslag han strålningen från en l kvadratcentimer stor yta av platina vid dess smältpunkt (1884). Tillsammans med Théodore Vautier utförde han (1886–1895) akustiska undersökningar, varvid han fann, att övertonerna fortplantar sig långsammare i rör än grundtonen. Violle utgav 1883 en Cours de physique. Han blev som efterträdare till Hippolyte Fizeau ledamot av franska vetenskapsakademien 1897. Han var 1915–1918 president i en kommitté rörande uppfinningar av vikt för nationalförsvaret.